# Trachyxiphium aduncum
Trachyxiphium aduncum är en bladmossart som beskrevs av William Russell Buck 1987. Trachyxiphium aduncum ingår i släktet Trachyxiphium och familjen Hookeriaceae. Inga underarter finns listade i Catalogue of Life.